# Aralikatti, Hukeri
Aralikatti là một làng thuộc tehsil Hukeri, huyện Belgaum, bang Karnataka, Ấn Độ.